# 加油! 你有ME!
加油! 你有ME!（ジャー・ヨウ!ニ・ヨウ・ミー!）は、チベット族中国人女性歌手、alanの中国での2ndシングル。

## 解説
2008年10月29日にavex traxよりリリースされた。alanと魏晨（ウェイ・チェン）のデュエット曲。
中国でのエプソンの "ME 30/300" プリンタシリーズの販売促進と学生たちを励ますために作られた。2008年9月にalanは上記のエプソンのプリンタのスポークスマンとなった。
alanと魏晨は、2006年の第9回上海アジア音楽祭の中国本土の代表であり、そこで知り合った。中国本土の代表は彼ら二人のみである。

## 収録曲

### CD
1. 加油! 你有ME!
作詞：李焯雄　作曲：畢国勇　編曲：陈磊